# Estaon (antic municipi)
|  | Aquest article és sobre l'antic municipi d'aquest nom. Per al poble, vegeu Estaon. |

| \| ← \| 1812 — 1972 \| → \|                             |                    |   |
|                                                         |                    |   |
| L'antic terme d'Estaon dins de Vall de Cardós           |                    |   |
| Període històric                                        | Edat Contemporània |   |
| • Creació del municipi (Constitució de Cadis)           | 1812               |   |
| • Annexió d'Ainet de Cardós, Anàs, Bonestarre i Lladrós | 1847               |   |
| • Annexió a Vall de Cardós                              | 1972               |   |
| Altitud                                                 | 1069,3 m           |   |
| Superfície                                              |                    |   |
| • 1969                                                  | 37,07 km2          |   |
| • 2010                                                  | 37,07 km2          |   |
| Població                                                |                    |   |
| • 2010                                                  | 184                |   |
| Densitat                                                | 5/km²              |   |
| ←                                                       | 1812 — 1972        | → |

L'antic municipi d'Estaon era un terme municipal de la comarca del Pallars Sobirà que va ser incorporat el 1972, juntament amb Ribera de Cardós, al nou terme, creat en aquell moment, de Vall de Cardós. El municipi fou creat el 1812 a partir de les disposicions de la Constitució de Cadis. En un primer moment, fou creat d'una banda l'ajuntament d'Estaon, i de l'altra els d'Ainet de Cardós, Anàs, Bonestarre i Lladrós, que el 1847 eren agrupats a Estaon en no assolir cap dels cinc ajuntaments el mínim de 30 veïns (caps de casa) que marcava la nova llei municipal d'aquell any i, en canvi, sí que els obtenien ajuntant-los tots.

## Escut
L'Escut d'Estaon era l'escut d'armes del municipi d'Estaon, avui desaparegut, a la comarca del Pallars Sobirà. Perdé vigència el 1972, en ser agrupats els antics termes d'Estaon i Ribera de Cardós en el municipi de nova creació de Vall de Cardós. Aquest nou municipi adoptà el 25 de setembre del 2001, després de 29 anys sense escut normalitzat segons la normativa actualment vigent, l'escut actual. Era un escut d'argent, Sant Jaume amb els seus atributs, tot de colors naturals.

## Geografia
L'antic municipi d'Estaon tenia una extensió de 37,07 km². Dels 56,58 que té ara el municipi complet, aquest antic municipi era el més gran dels dos que s'integraren en el terme actual de Vall de Cardós. Ocupava tres espais veïns: el Vallat d'Estaon, vall del Riu d'Estaon i dels seus afluents, amb els pobles d'Anàs, Bonestarre i Estaon, un tram de la vall principal de la Noguera de Cardós, al nord del Pui de Sant Martí i fins al pont de la carretera d'Arrós, amb el poble d'Ainet de Cardós, i un altre tram de la mateixa vall al nord del lloc d'Escalado i fins a una mica més amunt de la Mare de Déu del Pont, amb el poble de Lladrós.

### Perímetre de l'antic terme municipal
Comença aquesta descripció a l'extrem nord de l'antic terme municipal, a llevant del Coll de Finestres, on es troben els termes municipals de Vall de Cardós (antic terme d'Estaon), Lladorre i la Guingueta d'Àneu (antic terme d'Unarre).

#### Límit ambUnarre(ara,la Guingueta d'Àneu)
Des d'aquest punt, el termenal fa un breu tram fins al Coll de Finestres, a 2.622,9 metres d'altitud, on gira cap al sud per tal de pujar de seguida al Campirme, de 2.632,7, des d'on va seguint cap al sud tota la Serra de Campirme, passant pel Turó de Vialada (2.565,2), les Penyes Negres (2.435,6), fins que, a l'extrem meridional d'aquesta serra, el termenal gira cap al sud-oest, cap a la Collada de Montalto (2.139,2), i, tot seguit, cap al Montalto (2.217,9). En aquest cim canvia de direcció i, cap al sud-est, s'adreça al Coll de Campirme (2.021,7); de nou en direcció sud, la línia de terme arriba al Cap de la Rocagran (2.163,4), i torna a tòrcer cap al sud-oest. Passa per la Collada de Burgo (2.140,5), i va a cercar la Serra de Cerdanyís on fa un arc girant de nou cap al sud, i s'adreça a lo Calbo, de 2.290,6 metres d'altitud, on es trobaven els termes d'Estaon, Unarre i Jou.

#### Límit ambJou(ara,la Guingueta d'Àneu)
D'aquest cim, el termenal emprèn cap al sud-est, per la Serra Plana, fins al Pui de Missa, de 2.248,1 metres d'altitud. De nou cap al sud, per la carena que separa la Vall d'Àneu de la Vall de Cardós, segueix un bon tram cap al sud, fins que, al capdavall, torna a girar cap al sud-oest per tal d'adreçar-se al Portarró (1.828,6), el Coll d'Orla (1.831,5) i el Pla d'Arides (1.891,6), on hi havia hagut el poble desaparegut d'Arides, on es troben els termes d'Estaon, Jou i Escaló.

#### Límit ambEscaló(ara,la Guingueta d'Àneu)
Del Pla d'Arides, el termenal amb el terme d'Estaon, ara de Vall de Cardós, s'adreça cap al sud, gira cap a l'est i de seguida torna a emprendre cap al sud-est. És un tram carener, de quasi un quilòmetre i mig, fins que troba una nova fita tritermenal, en aquest cas entre Escaló, Estaon i Ribera de Cardós, els dos darrers actualment units en el de Vall de Cardós.

#### Límit ambRibera de Cardós(ara,Vall de Cardós)
Del collet de 1.787 on hi ha el triterme anterior, la línia de terme segueix ara cap a l'est per la Serra d'Aurati, davalla cap al nord-est passant per Selva i Serra, fins que a la part baixa del coster gira cap a l'est per anar a passar pel nord de les antigues capelles de Sant Miquel i Sant Feliu i, entre elles, la Central del Pubill i acabar de baixar en direcció est per l'extrem meridional del Vallat d'Estaon i acostar-se a la carretera L-504 fins a prop del punt quilomètric 10,5. En aquest lloc la vora de ponent de la carretera esdevé termenal durant un tram, en direcció nord. En arribar al vessant nord-est del Pui de Sant Martí, el termenal fa un arc cap al sud-est, deixa la carretera, travessa la Noguera de Cardós i va a buscar una careneta al nord del poble de Cassibrós. Carena amunt, deixa a migdia la Solana de Cassibrós, i segueix la carena de los Cortals cap a llevant, per arribar al Pic de la Portella, de 1.911,9 metres d'altitud, on es trobaven els termes d'Estaon, Ribera de Cardós i Esterri de Cardós.

#### Límit ambEsterri de Cardós
Poc després d'aquest pic, torç encara més cap al nord, a l'oest i sud-oest de la Mata d'Esterri, i va davallant per una carena que s'acosta a la Noguera de Cardós just en el lloc on hi ha el pont de la Carretera de Ginestarre. La línia de terme trenca cap al nord seguint un breu tram del riu mateix, deixant el Càmping Les Contioles a ponent, dins del terme de la Vall de Cardós. Al sud de lo Prat, el termenal travessa el riu i s'enfila cap a una carena que va pujant cap a ponent; passa pel nord de Perlluges i assoleix el cim del Pui Tabaca, de 1.718 m. alt. En aquell lloc, la línia limítrof gira cap al nord i segueix la meitat meridional de la Serra Mitjana, fins a un cim de 1.753 metres d'altitud. En aquell lloc va a buscar una lleu carena per anar baixant cap a llevant, de forma ondulada, pel nord de la Quadra de Benante. Travessa la carretera L-504 i poc després la Noguera de Cardós just al nord del paratge d'Escalado i puja per una dreta carena fins a l'extrem de ponent del pla on es troba la capella de Sant Sebastià d'Arròs. Aleshores, torna a girar cap al nord, pel mig de la costa del marge esquerre de la Noguera de Cardós, travessant el Barranc de l'Aubac, fins que arriba al contrafort occidental del Roc Bataller (1.727,8), on es troben els termes municipals d'Esterri de Cardós, Vall de Cardós (Estaon) i Lladorre.

#### Límit ambLladorre
El nou termenal segueix exactament en la mateix direcció i en línia recta fins que assoleix la llera de la Noguera de Cardós uns 150 metres al nord de la Mare de Déu del Pont. Aleshores, la línia de terme gira cap al nord, seguint aigües amunt el riu esmentat, fins que arriba al pont de Can Serra i del Càmping Serra; en aquell punt gira en angle recte cap a ponent, deixant el fons de la vall i enfilant-se per travessar un coster i una petita carena i anar a trobar el Barranc dels Cortals. Segueix aquest barranc cap al sud-oest fins al paratge de les Ventades, on el barranc fa un retomb sobtat; aleshores, el termenal abandona el fons de vall del barranc per tal d'enfilar-se en la carena que limita pel nord aquest barranc, i segueix coster amunt fins a la cota 1.850. En aquell lloc fa un colze cap al sud per tal d'anar a cercar la carena principal i girar cap al nord, principalment, passa pel Coll de Lleret, de 1.952,5 metres d'altitud. Tot seguit, sempre per la carena cap al nord, passa per Perafita, assoleix l'extrem meridional de la Serra Mitjana, tot seguit la Serra de Gallauba, girant cap al nord-est, i arriba a lo Caubo (2.284). En aquest cim torna a canviar de direcció, i ara cap al nord-nord-oest, va cap al Pic de Serra Plana (2.303,7). Tot seguit, segueix cap al nord-oest tota la Serra Plana, sempre per la carena més alta, fins que assoleix el cim del Pic des Tovarres (2.447,6), des d'on passa per la carena de llevant dels quatre estanys de Campirme (Estany de Soliguera, Estany de Finestres, Estany Gran de Campirme i Estanys de Campirme) fins que arriba a dos cims seguits, un de 2.448,2 metres d'altitud, i el segon, de 2.522,7. En aquest segon es troben els termes de Lladorre, Estaon (Vall de Cardós) i Unarre (la Guingueta d'Àneu), on ha començat aquesta descripció.

### Espais de l'interior del terme
El Vallat d'Estaon és la vall del Riu d'Estaon, llevat del tram final, quan ja entra a la plana de Ribera de Cardós. Conté, a la part mitjana-alta, el poble d'Estaon, i a la mitjana-baixa, els d'Anàs i de Bonestarre.

### Entitats de població
| Entitat de població | Habitants (2010) |
| ------------------- | ---------------- |
| Ainet de Cardós     | 91               |
| Anàs                | 29               |
| Bonestarre          | 8                |
| Estaon              | 20               |
| Lladrós             | 36               |
| Font: Idescat       |                  |

## Història

### Edat contemporània
Alcaldes:
- Antoni Isús (1898)

### Demografia
En el cens del 1857 Estahon apareix amb 552 habitants i 119 cèdules personals inscrites, repartides de la manera següent: Anás, 76 habitants i 20 cèdules; Aynet de Cardós, 85 i 15; Bonestarre, 59 i 11; Estahon, 208 i 43, i Lladrós, 124 i 30.

Les dades anteriors al 1857 no comptabilitzen encara els habitants dels ajuntaments d'Ainet de Cardós, Anàs, Bonestarre i Lladrós, unit a Estaon el 1847.